# Trini Trimpop
Trini Trimpop (* 10. Juni 1951 als Klaus-Peter Trimpop in Kierspe) ist ein deutscher Rockmusiker und Filmemacher.

## Biografie
In den späten 1970er Jahren war Trimpop nach einem sozialpädagogischen Studium in der aufkeimenden Düsseldorfer Punkszene aktiv als Mitglied der Band Der KFC. In dieser Zeit drehte er erste kleine Filme auf Super 8 (Blitzkrieg Bop). Für den Film Humanes Töten  wurde Trimpop 1981 zusammen mit Muscha für den Max-Ophüls-Preis nominiert. Für Decoder (1984) schrieb er das Drehbuch und arbeitete als Produzent. Für die Band ZK nahm Trini Trimpop Konzertvideos auf. 
1982 stieg Trimpop als Schlagzeuger und Gründungsmitglied bei der Band Die Toten Hosen ein und war als Musiker und Songwriter an den Alben Opel-Gang aus dem Jahr 1983 und Unter falscher Flagge aus dem Jahr 1984 beteiligt.  Nach seinem Ausstieg 1985 war Trimpop von 1986 bis 1992 gemeinsam mit Jochen Hülder als Manager für die Band tätig. In den Jahren 1994 bis 1998 moderierte er gemeinsam mit dem Journalisten und Musiker Hilko Meyer das Musikmagazin Keynote bei dem Fernsehsender Kanal 4. 2006 erschien mit Stereo Also Playable Mono die erste CD seines Musikprojekts „Makrosoft“. 2007 erhielt er zusammen mit den anderen Bandmitgliedern die 1Live-Krone für das Lebenswerk der Band Die Toten Hosen.
Bis 1999 vermietete Trimpop, der ein Faible für Fahrzeugtuning hat, als Inhaber der Firma Trini Trimpop‘s Dreamcars, Autos für Film- und Fernsehproduktionen, unter anderen für Manta Manta von 1991 und die TV-Serie Und tschüss! von 1994. Nach 1999 war Trimpop als freier Mitarbeiter für den Autoverleih filmauto.de tätig.
2011 erschien sein erster Roman unter dem Titel Exzess All Areas im Gonzo Verlag.

## Filmografie
- 1977: Muscha/Trini Trimpop: Blitzkrieg-Bop[1]
- 1978: Muscha/Trini Trimpop: Suicide[6]
- 1979: Muscha/Trini Trimpop: Mirakel Wip[7]
- 1980: Muscha/Trini Trimpop: Humanes Töten[2]
- 1981: Trini Trimpop: Die Schlacht an der Hasenheide[8]
- 1984: Decoder
- 1984: Japlan (Dokumentation, Mitwirkung)
- 1989: Die Toten Hosen: 3 Akkorde für ein Halleluja
- 2010: Stefan Dettl: Rockstar (Musikvideo, Regie)
- 2012: Nichts als die Wahrheit – 30 Jahre Die Toten Hosen (Dokumentation, Mitwirkung)
- 2015: B-Movie: Lust & Sound in West-Berlin 1979–1989 (Dokumentation, Mitwirkung)